# Jong Chan
Jong Chan oder auch Jung Chan (* 3. Juli 1953 in Pusan, Provinz Süd-Kyŏngsang) ist ein südkoreanischer Schriftsteller.

## Leben
Jong Chan wurde 1953 in Pusan unter dem Namen Chŏng (Jong) Ch'an-dong geboren und absolvierte sein Studium der Didaktik der Koreanischen Sprache an der pädagogischen Fakultät der Seoul National University. Er begann seine schriftstellerische Laufbahn mit der Veröffentlichung seiner Erzählung Der Turm der Sprache in der Literaturzeitschrift "Welt der Sprache" (Ŏnŏ-ŭi segye). Nach seinem Debüt setzte er sich vorwiegend und intensiv mit der Welt des Bewusstseins wie z. B. der Beziehung zwischen dem Menschen und der Macht bzw. der Frage nach der Erlösung und Gott auseinander.

## Arbeiten (Auszug)

### Koreanisch

#### Erzählungen
- 기억의 강 (Der Fluss der Erinnerung) Seoul: Hyonam, 1989
- 완전한 영혼 (Die vollkommene Seele) Seoul: Munhak-kwa chisŏngsa, 1992
- 아늑한 길 (Der behagliche Weg) Seoul: Munhak-kwa chisŏngsa, 1995
- 베니스에서 죽다 (Tod in Venedig) Seoul: Munhak-kwa chisŏngsa, 2003

#### Romane
- 슬픔의 노래 (Das Lied der Traurigkeit) Seoul: Chŏson ilbo, 1995
- 황금 사다리 (Die goldene Leiter) Seoul: Chayu Form, 1999
- 세상의 저녁 (Der Abend in der Welt) Seoul: Munhakdongne, 1998
- 로뎀나무 아래서 (Unter dem Ginsterstrauch) Seoul: Munhak-kwa chisŏngsa, 1999
- 그림자 영혼 (Die Seele eines Schattens) Seoul: Segyesa, 2000
- 황야 (Die Wildnis) Seoul: Munidang, 2002
- 빌라도의 예수 (Jesus bei Pilatus) Seoul: Chung Ang M&B (Random House Chung Ang), 2004

### Übersetzungen

#### Englisch
- Pilate’s Jesus Cross-Cultural Communications (2011) ISBN 978-0893041434
- The Cozy Path Stallion Press (2010) ISBN 978-9810850630

## Auszeichnungen
- 1995: Tongin Literaturpreis
- 2003: Tongsŏ Literaturpreis